# Timorichthys
Timorichthys — рід ошибнеподібних риб родини Bythitidae. Рід поширений у Східно-Китайському та Тиморському морях.

## Види
Рід містить два види:
- Timorichthys angustus J. G. Nielsen, Okamoto & Schwarzhans, 2013[2]
- Timorichthys disjunctus J. G. Nielsen & Schwarzhans, 2011